# 莉莉婭·波德科帕耶娃
莉莉婭·亞歷山德羅夫娜·波德科帕耶娃（烏克蘭語：Лілія Олександрівна Подкопаєва，1978年8月15日—），是烏克蘭退役競技體操選手。她是1995年世界女子個人全能冠軍，也是1996年奧運女子個人全能及自由體操金牌。莉莉婭·波德科帕耶娃被認為是一位全才的選手，並以其力量、風格及芭蕾舞般地優雅著名。

## 退休後生涯
2002年，莉莉婭·波德科帕耶娃創辦了“金莉莉婭國際體育節”（Golden Lilia International Sports Festival），主打競技體操、韻律體操、雜技和舞蹈。她說：“對我們來說，展示傑出人才和天賦異稟的天才對我們來說非常重要，這樣下一代才能追隨精英中的精英”
2004年12月，莉莉婭·波德科帕耶娃與烏克蘭商人泰摩菲·納霍恩尼結婚。他們有兩個孩子：分別是2006年7月在烏克蘭領養的瓦季姆，以及2006年11月出生的卡羅莉娜。這對夫妻已於2009年離婚。
2005年，莉莉婭·波德科帕耶娃被聯合國指派為烏克蘭的愛滋病防治大使她同時也是歐洲議會的運動、氣度與公平競賽大使
2007年，莉莉婭·波德科帕耶娃與夥伴謝爾蓋·科斯特斯基贏得舞動奇蹟烏克蘭版冠軍。而在隔一年，她代表烏克蘭參加歐洲舞蹈大賽，並與夥伴基里洛·凱特洛夫贏得季軍。
2014年，莉莉婭·波德科帕耶娃在墨西哥舉辦了一場慶祝活動，並展示出於相似於亞特蘭大奧運所做出之動作，也就是後手翻及側翻內轉。